# Michael Roberts
Michael Roberts (Lytham St Annes, 1908 – 1997) è stato uno storico inglese specializzato nello studio della storia moderna e particolarmente noto per la storia della Svezia.

## Biografia
Roberts  nacque a Lytham St Annes, Lancashire, Regno Unito e studiò al Brighton College. Insegnò alla Rhodes University in Grahamstown, Sudafrica dal 1935.  Prestò servizio nell'Africa Orientale durante la Seconda guerra mondiale e diresse il British Council in Stoccolma dal 1944 al 1946. Dal 1954 fino al pensionamento (1973) fu professore di storia moderna all'Università di Belfast. Tenne pure corsi di lezioni accademiche come professore esterno in università statunitensi. Era membro della British Academy e della Royal Irish Academy.
Sebbene originariamente operante nell'area della storia inglese, Roberts si interessò presto alla storia della Svezia, di cui padroneggiava la lingua prima del 1940. Apportò i suoi maggiori contributi con riferimento al periodo compreso tra il tardo XVI secolo ed il diciottesimo, epoca che vide la Svezia recitare da protagonista sulla scena europea; tuttavia pubblicò diversi studi che riguardavano periodi successivi, tanto in relazione alla storia svedese quanto alla britannica. Alcuni dei suoi lavori sulla storia svedese sono utilizzati come libri di testo nelle università svedesi, e molte sue opere sono state tradotte in quell'idioma. Inoltre, propose il concetto di "rivoluzione militare" - un'idea che, con qualche revisione, è tuttora invalsa presso gli storici.
Michael Roberts è stato insignito di svariate onorificenze accademiche.